# Kunststoffcampus Bayern
Das Kunststoffcampus Bayern – Technologie- und Studienzentrum Weißenburg ist eine gemeinsame Forschungs- und Bildungseinrichtung der Hochschule für angewandte Wissenschaften Ansbach und der Technischen Hochschule Deggendorf mit Sitz in der Richard-Stücklen-Straße 3 in Weißenburg in Bayern, einer Großen Kreisstadt im mittelfränkischen Landkreis Weißenburg-Gunzenhausen. Leiter ist Christian Wilisch.
Ziel der Einrichtung ist die Forschung im Bereich der Kunststofftechnologie, da die kunststoffverarbeitende Industrie den Hauptwirtschaftszweig Altmühlfrankens darstellt. Errichtet wurde der Campus ab 2013 gemeinsam vom Landkreis Weißenburg-Gunzenhausen und der Stadt Weißenburg. Die Eröffnung war am 27. März 2015.  Der Campus stellt die bisher zweite Hochschuleinrichtung im Landkreis dar neben der Hochschule für angewandtes Management in Treuchtlingen.